# Долна ферментация
Долна ферментация или Ниска ферментация е вид ферментация на бира, която протича с помощта на бирените дрожди Saccharomyces uvarum или Saccharomyces carlsbergensis. Бирата получена чрез използването на този способ се нарича лагер.

## Характеристика
Долната ферментация е по нов метод за производство на бира. Дрождите, с които се заквасва бирата след сваряването, в края на ферментацията се утаяват на дъното на съда като каша, откъдето идва и името „долна“ или „ниска“ ферментация. Ферментацията продължава 4-6 дни при 5-15 °C градуса - по-ниски температури в сравнение с бирите тип ейл и ламбик. Процесът протича при ниска температура, след това за дълго време бирата се съхранява при температура от около 0 °C - през това време тя изсветлява и се насища с въглероден диоксид. Като цяло процесът на ферментация е по-бавен, а бирата е по-лека, с по-малко аромати и задължително се консумира силно изстудена.